# Intelektualno vlasništvo
Intelektualno vlasništvo kategorija je vlasništva koja uključuje nematerijalne kreacije ljudskog intelekta. Postoje mnoge vrste intelektualnog vlasništva, a neke zemlje priznaju više od drugih. Najpoznatije vrste su patenti, autorska prava, zaštitni znakovi i poslovne tajne. Suvremeni koncept intelektualnog vlasništva razvio se u Engleskoj u 17. i 18. stoljeću. Izraz "intelektualno vlasništvo" počeo se koristiti u 19. stoljeću, iako je tek krajem 20. stoljeća intelektualno vlasništvo postalo uobičajeno u većini svjetskih pravnih sustava. 
Glavna svrha zakona o intelektualnom vlasništvu je poticanje stvaranja širokog spektra intelektualnih dobara. Kako bi se to postiglo, zakon daje ljudima i tvrtkama vlasnička prava na informacije i intelektualna dobra koja stvaraju, obično na ograničeno vremensko razdoblje. To daje ekonomski poticaj za njihovo stvaranje, jer omogućuje ljudima da imaju koristi od informacija i intelektualnih dobara koje stvaraju, te im omogućuje da zaštite svoje ideje i spriječe kopiranje. Očekuje se da će ovi ekonomski poticaji stimulirati inovacije i pridonijeti tehnološkom napretku zemalja, što ovisi o stupnju zaštite koji se daje inovatorima.
Nematerijalna priroda intelektualnog vlasništva predstavlja poteškoće u usporedbi s tradicionalnim vlasništvom poput zemlje ili dobara. Za razliku od tradicionalnog vlasništva, intelektualno vlasništvo je "nedjeljivo", budući da neograničeni broj ljudi može "konzumirati" intelektualno dobro, a da se ono ne iscrpi. Dodatno, ulaganja u intelektualna dobra pate od problema prisvajanja: vlasnici zemljišta mogu okružiti svoju zemlju robusnom ogradom i unajmljuju naoružane čuvare da je štite, ali proizvođači informacija ili literature obično ne mogu učiniti malo da zaustave svog prvog kupca da to replicira i proda po nižoj cijeni. Balansiranje prava tako da su dovoljno jaka da potiču stvaranje intelektualnih dobara, ali ne toliko jaka da sprječavaju široku upotrebu dobara primarni je fokus modernog prava intelektualnog vlasništva.

## Povijest
Statut monopola (1624.) i Britanski statut Anne (1710.) smatraju se izvorima patentnog prava i autorskog prava, čime je čvrsto uspostavljen koncept intelektualnog vlasništva. 
"Književno vlasništvo" bio je izraz koji se pretežno koristio u britanskim pravnim raspravama 1760-ih i 1770-ih o tome u kojoj su mjeri autori i izdavači djela također imali prava koja proizlaze iz običajnog prava vlasništva (Millar protiv Taylora (1769), Hinton protiv Donaldsona (1773.), Donaldson protiv Becketa (1774.)). Prva poznata upotreba izraza intelektualno vlasništvo datira iz tog vremena, kada je članak objavljen u Monthly Reviewu 1769. koristio taj izraz. Prvi jasan primjer moderne uporabe datira još iz 1808., kada je korišten kao naslov naslova u zbirci eseja.
Njemački ekvivalent korišten je s osnivanjem Sjevernonjemačke konfederacije čiji je ustav konfederaciji dao zakonodavnu moć nad zaštitom intelektualnog vlasništva (Schutz des geistigen Eigentums). Kada su se administrativna tajništva uspostavljena Pariškom konvencijom (1883.) i Bernskom konvencijom (1886.) spojila 1893., smjestila su se u Bernu, a također su prihvatila termin intelektualno vlasništvo u svom novom zajedničkom nazivu, Ujedinjeni međunarodni uredi za zaštitu intelektualnog Vlasništvo.
Organizacija se nakon toga preselila u Ženevu 1960., a naslijedila ju je 1967. osnivanjem Svjetske organizacije za intelektualno vlasništvo (WIPO) ugovorom kao agencije Ujedinjenih naroda. Prema pravnom znanstveniku Marku Lemleyu, tek se u ovoj točki izraz počeo stvarno koristiti u Sjedinjenim Državama (koje nisu bile stranke Bernske konvencije), i nije ušao u popularnu upotrebu tamo sve dok donošenje Bayh–Doleovog zakona 1980. godine.
Povijest patenata ne počinje s izumima, već s kraljevskim potporama kraljice Elizabete I. (1558. – 1603.) za monopolske privilegije. Otprilike 200 godina nakon završetka Elizabetine vladavine, međutim, patent predstavlja zakonsko pravo koje je izumitelj stekao i koje osigurava isključivu kontrolu nad proizvodnjom i prodajom njegovog mehaničkog ili znanstvenog izuma. pokazujući evoluciju patenata od kraljevskog prerogativa do doktrine običajnog prava. 
Izraz se može naći korišten u presudi Okružnog suda Massachusettsa iz listopada 1845. u slučaju patenta Davoll et al. v. Brown, u kojem je sudac Charles L. Woodbury napisao da "samo na taj način možemo zaštititi intelektualno vlasništvo, rad uma, proizvodnje i interesa su čovjekovi vlastiti... kao što je pšenica koju uzgaja, ili stada uzgaja." Izjava da su "otkrića ... vlasništvo" seže ranije. Odjeljak 1 francuskog zakona iz 1791. navodi: "Sva nova otkrića su vlasništvo autora; kako bi se izumitelju osiguralo vlasništvo i privremeno uživanje njegovog otkrića, bit će mu dostavljen patent na pet, deset ili petnaest godina. " U Europi, francuski pisac A. Nion spomenuo je propriété intellectuelle u svom Droits civils des auteurs, artistes et inventeurs, objavljenom 1846.
Donedavno je svrha zakona o intelektualnom vlasništvu bila pružiti što manju zaštitu kako bi se potaknule inovacije. Povijesno gledano, pravna se zaštita stoga dodjeljivala samo kada je bila nužna za poticanje izuma, a bila je vremenski i opsegom ograničena. To je uglavnom rezultat toga što se na znanje tradicionalno gleda kao na javno dobro, kako bi se omogućilo njegovo opsežno širenje i poboljšanje.
Podrijetlo koncepta potencijalno se može pratiti unatrag. Židovski zakon uključuje nekoliko razmatranja čiji su učinci slični onima modernih zakona o intelektualnom vlasništvu, premda se čini da pojam intelektualnih kreacija kao vlasništva ne postoji — posebice načelo Hasagat Ge'vul (nepošteno zadiranje) korišteno je za opravdanje ograničenog roka autorsko pravo izdavača (ali ne i autora) u 16. stoljeću.Godine 500. pr. Kr., vlada grčke države Sybaris ponudila je jednogodišnji patent "svima koji bi trebali otkriti bilo kakvu novu profinjenost u luksuzu".
Prema Jean-Frédéricu Morinu, "globalni režim intelektualnog vlasništva trenutno je usred promjene paradigme". Uistinu, sve do ranih 2000-ih globalnim režimom IP-a dominirali su visoki standardi zaštite karakteristični za zakone IP-a iz Europe ili Sjedinjenih Država, s vizijom da se jedinstvena primjena tih standarda u svakoj zemlji i na nekoliko područja uz malo razmatranja društvenih, kulturnih ili ekoloških vrijednosti ili nacionalne razine gospodarskog razvoja. Morin tvrdi da "nastajući diskurs globalnog režima intelektualnog vlasništva zagovara veću fleksibilnost politike i veći pristup znanju, posebno za zemlje u razvoju." Doista, uz Razvojnu agendu koju je WIPO usvojio 2007., skup od 45 preporuka za prilagodbu aktivnosti WIPO-a specifičnim potrebama zemalja u razvoju s ciljem smanjenja distorzija, posebno u pitanjima kao što su pristup pacijenata lijekovima, pristup korisnika interneta informacijama , pristup poljoprivrednika sjemenju, pristup programera izvornim kodovima ili pristup studenata znanstvenim člancima. Međutim, ova promjena paradigme još se nije očitovala u konkretnim pravnim reformama na međunarodnoj razini.
Slično tome, na temelju ove pozadine sporazum o trgovinskim aspektima prava intelektualnog vlasništva (TRIPS) zahtijeva od članica Svjetske trgovinske organizacije da postave minimalne standarde pravne zaštite, ali njegov cilj je imati zakon o zaštiti koji je "jedan za sve". o intelektualnom vlasništvu promatralo se s kontroverzama u pogledu razlika u stupnju razvoja zemalja. Unatoč kontroverzama, sporazum je prvi put 1995. opsežno uključio prava intelektualnog vlasništva u globalni trgovinski sustav, te je prevladao kao najopsežniji sporazum postignut u svijetu.

## Prava
Prava intelektualnog vlasništva uključuju patente, autorska prava, prava industrijskog dizajna, trgovačke znakove, prava biljnih sorti, trgovačku odjeću, oznake zemljopisnog podrijetla, a u nekim jurisdikcijama i poslovne tajne. Postoje i više specijalizirane ili izvedene vrste ekskluzivnih prava sui generis, kao što su prava na dizajn strujnih krugova (koja se u SAD-u nazivaju pravima maskiranja), potvrde o dodatnoj zaštiti za farmaceutske proizvode (nakon isteka patenta koji ih štiti) i prava na baze podataka (u europsko pravo). Izraz "industrijsko vlasništvo" ponekad se koristi za označavanje velikog podskupa prava intelektualnog vlasništva uključujući patente, trgovačke znakove, industrijske dizajne, uporabne modele, žigove usluga, trgovačka imena i zemljopisne oznake.

## Patent
Patent je oblik prava koje vlada dodjeljuje izumitelju ili njegovom nasljedniku, dajući vlasniku pravo da isključi druge iz izrade, upotrebe, prodaje, ponude za prodaju i uvoza izuma na ograničeno razdoblje od vrijeme, u zamjenu za javno objavljivanje izuma. Izum je rješenje određenog tehnološkog problema, koji može biti proizvod ili proces, i općenito mora ispuniti tri glavna zahtjeva: mora biti nov, neočit i mora postojati industrijska primjenjivost.  Kako bi obogatili korpus znanja i potaknuli inovacije, vlasnici patenata imaju obvezu otkriti javnosti vrijedne informacije o svojim izumima.

## Autorsko pravo
Autorsko pravo daje kreatoru izvornog djela ekskluzivna prava na njega, obično na ograničeno vrijeme. Autorsko pravo može se odnositi na širok raspon kreativnih, intelektualnih ili umjetničkih oblika ili "djela". Autorsko pravo ne pokriva same ideje i informacije, već samo oblik ili način na koji su izražene.

## Prava na industrijski dizajn
Pravo na industrijski dizajn (ponekad se naziva "pravo na dizajn" ili patent na dizajn) štiti vizualni dizajn predmeta koji nisu čisto utilitarni. Industrijski dizajn sastoji se od stvaranja oblika, konfiguracije ili sastava uzorka ili boje, ili kombinacije uzorka i boje u trodimenzionalnom obliku koji sadrži estetsku vrijednost. Industrijski dizajn može biti dvodimenzionalni ili trodimenzionalni uzorak koji se koristi za proizvodnju proizvoda, industrijske robe ili rukotvorine. Općenito govoreći, to je ono što čini proizvod privlačnim i kao takav povećava komercijalnu vrijednost robe.

## Prava oplemenjivača bilja
Prava oplemenjivača bilja ili prava biljnih sorti su prava na komercijalno korištenje nove sorte biljke. Sorta, između ostalog, mora biti nova i različita, a za registraciju se uzima u obzir procjena sadnog materijala sorte.

## Zaštitni znak
Zaštitni znak je prepoznatljiv znak, dizajn ili izraz koji razlikuje proizvode ili usluge određenog trgovca od sličnih proizvoda ili usluga drugih trgovaca.

## Trgovačka odjeća
Trgovački izgled pravni je izraz umjetnosti koji se općenito odnosi na karakteristike vizualnog i estetskog izgleda proizvoda ili pakiranja (ili čak dizajna zgrade) koje potrošačima označavaju izvor proizvoda.

## Poslovne tajne
Poslovna tajna je formula, praksa, proces, dizajn, instrument, obrazac ili skup informacija koje nisu opće poznate niti se razumno mogu utvrditi, pomoću kojih tvrtka može steći ekonomsku prednost nad konkurentima i kupcima. Nema službene državne zaštite; svaka tvrtka mora poduzeti mjere za čuvanje vlastitih poslovnih tajni (npr. formula njegovih bezalkoholnih pića poslovna je tajna za Coca-Colu.)

## Motivacija i opravdanje
Glavna svrha zakona o intelektualnom vlasništvu je poticanje stvaranja širokog spektra intelektualnih dobara za potrošače. Kako bi se to postiglo, zakon daje ljudima i tvrtkama vlasnička prava na informacije i intelektualna dobra koja stvaraju, obično na ograničeno vremensko razdoblje. Budući da onda od njih mogu profitirati, to daje ekonomski poticaj za njihovo stvaranje. Nematerijalna priroda intelektualnog vlasništva predstavlja poteškoće u usporedbi s tradicionalnim vlasništvom poput zemlje ili dobara. Za razliku od tradicionalnog vlasništva, intelektualno vlasništvo je nedjeljivo – neograničeni broj ljudi može "konzumirati" intelektualno dobro, a da se ono ne iscrpi. Dodatno, ulaganja u intelektualna dobra pate od problema prisvajanja – dok zemljoposjednik može okružiti svoje zemljište robusnom ogradom i unajmiti naoružane čuvare da ga zaštite, proizvođač informacija ili intelektualnog dobra obično može učiniti vrlo malo da spriječi svog prvog kupca da replicirati ga i prodavati po nižoj cijeni. Uravnotežiti prava tako da budu dovoljno jaka da potiču stvaranje informacija i intelektualnih dobara, ali ne toliko jaka da sprječavaju njihovu široku upotrebu, primarni je fokus modernog prava intelektualnog vlasništva.
Razmjenom ograničenih isključivih prava na objavu izuma i kreativnih djela, društvo i nositelj patenta/vlasnik autorskog prava imaju obostranu korist, a stvara se poticaj za izumitelje i autore da stvaraju i objavljuju svoje radove. Neki su komentatori primijetili da se čini da je cilj zakonodavaca intelektualnog vlasništva i onih koji podržavaju njegovu provedbu "apsolutna zaštita". "Ako je neko intelektualno vlasništvo poželjno jer potiče inovacije, oni misle da je više to bolje. Mišljenje je da kreatori neće imati dovoljno poticaja za izume osim ako nemaju zakonsko pravo uhvatiti punu društvenu vrijednost svojih izuma". Ovo gledište apsolutne zaštite ili pune vrijednosti tretira intelektualno vlasništvo kao drugu vrstu "stvarnog" vlasništva, obično usvajajući njegov zakon i retoriku. Drugi nedavni razvoji zakona o intelektualnom vlasništvu, kao što je američki Zakon o izumima, naglašavaju međunarodno usklađivanje. Nedavno se također povela velika rasprava o poželjnosti korištenja prava intelektualnog vlasništva za zaštitu kulturne baštine, uključujući i nematerijalnu, kao i o rizicima komodifikacije koji proizlaze iz ove mogućnosti. Pitanje još uvijek ostaje otvoreno u pravnoj znanosti.

## Financijski poticaj
Ova isključiva prava omogućuju vlasnicima intelektualnog vlasništva da imaju koristi od vlasništva koje su stvorili, dajući financijski poticaj za stvaranje ulaganja u intelektualno vlasništvo, te, u slučaju patenata, plaćaju povezane troškove istraživanja i razvoja. U članku I. odjeljka 8., stavak 8. Ustava Sjedinjenih Država, koji se obično naziva klauzula o patentima i autorskim pravima, glasi; "Kongres će imati ovlasti 'Promicati napredak znanosti i korisnih umjetnosti, osiguravajući na ograničeno vrijeme autorima i izumiteljima ekskluzivno pravo na njihove spise i otkrića'." Neki komentatori, poput Davida Levinea i Michele Boldrin, osporite ovo opravdanje.
Godine 2013. Ured za patente i žigove Sjedinjenih Država približno je procijenio da vrijednost intelektualnog vlasništva američkom gospodarstvu iznosi više od 5 trilijuna američkih dolara i stvara radna mjesta za procijenjenih 18 milijuna Amerikanaca. Vrijednost intelektualnog vlasništva smatra se slično visokom u drugim razvijenim zemljama, poput onih u Europskoj uniji. U Ujedinjenom Kraljevstvu IP je postao priznata klasa imovine za korištenje u mirovinskom financiranju i drugim vrstama poslovnog financiranja. Međutim, 2013. godine, Ured za intelektualno vlasništvo Ujedinjenog Kraljevstva izjavio je: "Postoje milijuni nematerijalne poslovne imovine čija se vrijednost ili uopće ne koristi ili se koristi samo nenamjerno".

## Ekonomski rast
Ugovor WIPO-a i nekoliko povezanih međunarodnih sporazuma naglašavaju da je zaštita prava intelektualnog vlasništva ključna za održavanje gospodarskog rasta. Priručnik WIPO-a o intelektualnom vlasništvu daje dva razloga za zakone o intelektualnom vlasništvu:
Jedan je zakonski izraz moralnih i ekonomskih prava stvaratelja na njihove kreacije i prava javnosti na pristup tim kreacijama. Drugi je promicanje, kao smišljenog čina Vladine politike, kreativnosti i širenja i primjene njezinih rezultata te poticanje poštene trgovine koja bi doprinijela gospodarskom i društvenom razvoju.
Trgovinski sporazum protiv krivotvorina (ACTA) navodi da je "učinkovita provedba prava intelektualnog vlasništva ključna za održavanje gospodarskog rasta u svim industrijama i na globalnoj razini".
Ekonomisti procjenjuju da se dvije trećine vrijednosti velikih poduzeća u Sjedinjenim Državama može pratiti u nematerijalnoj imovini. Procjenjuje se da "industrije s intenzivnim korištenjem IP-a" generiraju 72% više dodane vrijednosti (cijena minus trošak materijala) po zaposleniku nego "industrije s intenzivnim korištenjem IP-a".
Zajednički istraživački projekt WIPO-a i Sveučilišta Ujedinjenih naroda koji mjeri utjecaj sustava intelektualnog vlasništva na šest azijskih zemalja otkrio je "pozitivnu korelaciju između jačanja sustava intelektualnog vlasništva i kasnijeg gospodarskog rasta."

## Moralnost
Prema članku 27. Opće deklaracije o ljudskim pravima, "svatko ima pravo na zaštitu moralnih i materijalnih interesa koji proizlaze iz bilo kojeg znanstvenog, književnog ili umjetničkog djela čiji je on autor". Iako je odnos između intelektualnog vlasništva i ljudskih prava složen, postoje moralni argumenti za intelektualno vlasništvo.
Argumenti koji opravdavaju intelektualno vlasništvo spadaju u tri glavne kategorije. Teoretičari osobnosti vjeruju da je intelektualno vlasništvo produžetak pojedinca. Utilitaristi vjeruju da intelektualno vlasništvo potiče društveni napredak i gura ljude na daljnje inovacije. Lockeanci tvrde da je intelektualno vlasništvo opravdano na temelju zasluženosti i teškog rada.
Različita moralna opravdanja privatnog vlasništva mogu se koristiti za argumentiranje u korist moralnosti intelektualnog vlasništva, kao što su:
Argument prirodnih prava/pravde: ovaj se argument temelji na Lockeovoj ideji da osoba ima prirodno pravo na rad i proizvode koje proizvodi njezino tijelo. Prisvajanje ovih proizvoda smatra se nepravednim. Iako Locke nikada nije izričito izjavio da se prirodno pravo odnosi na proizvode uma, moguće je primijeniti njegov argument na prava intelektualnog vlasništva, u kojima bi bilo nepravedno da ljudi zlorabe tuđe ideje. Lockeov argument za intelektualno vlasništvo temelji se na ideji da radnici imaju pravo kontrolirati ono što stvaraju. Oni tvrde da mi posjedujemo svoja tijela koja su radnici, ovo pravo vlasništva proteže se na ono što stvaramo. Dakle, intelektualno vlasništvo osigurava ovo pravo kada je u pitanju proizvodnja.
Utilitarno-pragmatični argument: prema ovom obrazloženju, društvo koje štiti privatno vlasništvo učinkovitije je i naprednije od društava koja to ne štite. Inovacije i izumi u Americi 19. stoljeća pripisani su razvoju patentnog sustava. Pružajući inovatorima "trajan i opipljiv povrat na njihovo ulaganje vremena, rada i drugih resursa", prava intelektualnog vlasništva nastoje maksimizirati društvenu korisnost. Pretpostavka je da promiču javnu dobrobit potičući "stvaranje, proizvodnju i distribuciju intelektualnih djela". Utilitaristi tvrde da bez intelektualnog vlasništva ne bi bilo poticaja za stvaranje novih ideja. Sustavi zaštite kao što je intelektualno vlasništvo optimiziraju društvenu korisnost.
Argument "osobnosti": ovaj se argument temelji na citatu Hegela: "Svaki čovjek ima pravo okrenuti svoju volju prema nečemu ili učiniti stvar predmetom svoje volje, što će reći, ostaviti po strani puku stvar i ponovno ga stvori kao svojeg." Europsko pravo intelektualnog vlasništva oblikovano je idejom da su ideje "produžetak sebe i vlastite osobnosti". Teoretičari osobnosti tvrde da je sam kreator nečega inherentno u opasnosti i ranjiv na mogućnost krađe i/ili izmjene njegovih ideja i dizajna. Intelektualno vlasništvo štiti te moralne tvrdnje koje se odnose na osobnost. Lysander Spooner (1855.) tvrdi "da čovjek ima prirodno i apsolutno pravo - a ako je prirodno i apsolutno, onda nužno trajno pravo - na vlasništvo nad idejama, čiji je on otkrivač ili tvorac; da je njegovo pravo vlasništva, u idejama, intrinzično je isto što i stoji na identično istoj osnovi s njegovim pravom vlasništva u materijalnim stvarima; da između ta dva slučaja ne postoji načelna razlika". Spisateljica Ayn Rand tvrdila je u svojoj knjizi Kapitalizam: Nepoznati ideal da je zaštita intelektualnog vlasništva u biti moralno pitanje. Vjeruje se da je sam ljudski um izvor bogatstva i opstanka i da je sva imovina u osnovi intelektualno vlasništvo. Povreda intelektualnog vlasništva stoga se moralno ne razlikuje od povrede drugih vlasničkih prava koja ugrožava sam proces preživljavanja i stoga predstavlja nemoralan čin.

## Povreda intelektualnog vlasništva
Kršenje prava intelektualnog vlasništva, koje se naziva "povreda" u vezi s patentima, autorskim pravima i zaštitnim znakovima, te "pronevjera" u odnosu na poslovne tajne, može biti kršenje građanskog ili kaznenog zakona, ovisno o vrsti intelektualnog vlasništva o kojem se radi, nadležnost i prirodu postupka.
Od 2011. trgovina krivotvorenim djelima zaštićenim autorskim pravom i zaštitnim znakovima bila je industrija vrijedna 600 milijardi dolara diljem svijeta i činila je 5-7% globalne trgovine. Tijekom ruske invazije na Ukrajinu 2022., IP je razmatran u kažnjavanju agresora kroz trgovinske sankcije, predložen je kao metoda za sprječavanje budućih agresorskih ratova koji uključuju nuklearno oružje, i izazvao je zabrinutost zbog gušenja inovacija čuvanjem podataka o patentima u tajnosti.

## Povreda patenta
Povreda patenta obično je uzrokovana korištenjem ili prodajom patentiranog izuma bez dopuštenja nositelja patenta, tj. vlasnika patenta. Opseg patentiranog izuma ili opseg zaštite definiran je u zahtjevima priznatog patenta. U mnogim jurisdikcijama postoji sigurna luka za korištenje patentiranog izuma za istraživanje. Ova sigurna luka ne postoji u SAD-u osim ako se istraživanje provodi u čisto filozofske svrhe, ili za prikupljanje podataka za pripremu zahtjeva za regulatorno odobrenje lijeka. Općenito, slučajevi kršenja patenata rješavaju se prema građanskom pravu (npr. u Sjedinjenim Američkim Državama), ali nekoliko jurisdikcija uključuje kršenje i u kazneni zakon (primjerice, Argentina, Kina, Francuska, Japan, Rusija, Južna Koreja).

## Povreda autorskih prava
Kršenje autorskih prava je reproduciranje, distribucija, prikazivanje ili izvođenje djela, ili izrada izvedenih djela, bez dopuštenja nositelja autorskog prava, što je obično izdavač ili druga tvrtka koju predstavlja ili dodjeljuje kreator djela. Često se naziva "piratstvom". U Sjedinjenim Državama, dok autorsko pravo nastaje istog trenutka kada je djelo popravljeno, općenito nositelj autorskog prava može dobiti novčanu odštetu samo ako vlasnik registrira autorsko pravo. Ostvarivanje autorskih prava općenito je odgovornost nositelja autorskih prava. Trgovinski sporazum ACTA, koji su u svibnju 2011. potpisali Sjedinjene Države, Japan, Švicarska i EU, a koji nije stupio na snagu, zahtijeva da njegove strane dodaju kaznene kazne, uključujući zatvor i novčane kazne, za kršenje autorskih prava i zaštitnih znakova, i obvezao stranke na aktivan nadzor nad kršenjem. Postoje ograničenja i iznimke od autorskih prava, dopuštajući ograničenu upotrebu djela zaštićenih autorskim pravima, što ne predstavlja kršenje. Primjeri takvih doktrina su doktrina poštene upotrebe i poštenog poslovanja.

## Povreda zaštitnog znaka
Povreda zaštitnog znaka događa se kada jedna strana koristi zaštitni znak koji je identičan ili zbunjujuće sličan zaštitnom znaku u vlasništvu druge strane, u odnosu na proizvode ili usluge koji su identični ili slični proizvodima ili uslugama druge strane. U mnogim zemljama žig dobiva zaštitu bez registracije, ali registracija žiga pruža pravne prednosti za provedbu. Povreda se može rješavati građanskom parnicom i, u nekoliko jurisdikcija, prema kaznenom zakonu.

## Pronevjera poslovne tajne
Pronevjera poslovne tajne razlikuje se od kršenja drugih zakona o intelektualnom vlasništvu, budući da su poslovne tajne po definiciji tajne, dok su patenti i registrirana autorska prava i zaštitni znakovi javno dostupni. U Sjedinjenim Državama, poslovne tajne su zaštićene državnim zakonom, a države su gotovo univerzalno usvojile Uniform Trade Secrets Act. Sjedinjene Države također imaju federalni zakon u obliku Zakona o gospodarskoj špijunaži iz 1996. (18 U.S.C. §§ 1831–1839), koji krađu ili zlouporabu poslovne tajne čini federalnim zločinom. Ovaj zakon sadrži dvije odredbe koje kriminaliziraju dvije vrste djelatnosti. Prvi, 18 U.S.C. § 1831(a), kriminalizira krađu poslovnih tajni u korist stranih sila. Drugi, 18 U.S.C. § 1832, kriminalizira njihovu krađu u komercijalne ili ekonomske svrhe. (Zakonske kazne su različite za ta dva prekršaja.) U jurisdikcijama Commonwealtha, povjerljivost i poslovne tajne smatraju se pravičnim pravom, a ne imovinskim pravom, ali kazne za krađu su otprilike iste kao u Sjedinjenim Državama.[potreban citat ]

## Kritike

### Pojam "intelektualno vlasništvo"
Kritika pojma intelektualnog vlasništva kreće se od rasprave o njegovoj nejasnoći i apstraktnoj pretjeranosti do izravnog osporavanja semantičke valjanosti korištenja riječi kao što su vlasništvo i prava u modi koja je u suprotnosti s praksom i zakonom. Mnogi klevetnici misle da ovaj pojam posebno služi doktrinarnom planu stranaka koje se protive reformi u javnom interesu ili na neki drugi način zlorabe povezane zakone, te da onemogućuje inteligentnu raspravu o specifičnim i često nepovezanim aspektima autorskih prava, patenata, zaštitnih znakova itd. 
Osnivač Zaklade za slobodni softver Richard Stallman tvrdi da, iako je termin intelektualno vlasništvo u širokoj upotrebi, treba ga u potpunosti odbaciti, jer "sustavno iskrivljuje i zbunjuje ova pitanja, a njegovu upotrebu promiču i promiču oni koji imaju koristi od ove zbrke" . Tvrdi da pojam "funkcionira kao sveobuhvatan za spajanje različitih zakona [koji] su nastali odvojeno, različito se razvijali, pokrivaju različite aktivnosti, imaju različita pravila i postavljaju različita pitanja javne politike" te da stvara "pristranost" brkajući te monopole s vlasništvom nad ograničenim fizičkim stvarima, uspoređujući ih s "vlasničkim pravima". Stallman zagovara spominjanje autorskih prava, patenata i zaštitnih znakova u jednini i upozorava protiv apstrahiranja različitih zakona u skupni pojam. On tvrdi da je, "kako bi se izbjeglo širenje nepotrebne pristranosti i zabune, najbolje usvojiti čvrstu politiku da se ne govori ili čak ne razmišlja u terminima 'intelektualnog vlasništva'."
Slično tome, ekonomisti Boldrin i Levine radije koriste izraz "intelektualni monopol" kao prikladniju i jasniju definiciju koncepta, koji je, kako oni tvrde, vrlo različit od prava vlasništva. Nadalje su tvrdili da "jači patenti čine malo ili nimalo za poticanje inovacija", uglavnom objašnjeno njihovom tendencijom stvaranja tržišnih monopola, čime se ograničavaju daljnje inovacije i prijenos tehnologije.
Uz pretpostavku da su prava intelektualnog vlasništva stvarna prava, Stallman kaže da ta tvrdnja ne živi u skladu s povijesnim namjerama iza ovih zakona, koji su u slučaju autorskog prava služili kao sustav cenzure, a kasnije i regulatorni model za tiskarski stroj. to je možda slučajno koristilo autorima, ali nikada nije smetalo slobodi prosječnih čitatelja. I dalje se pozivajući na autorska prava, citira pravnu literaturu poput Ustava Sjedinjenih Država i sudske prakse kako bi pokazao da je zakon namijenjen kao neobvezna i eksperimentalna pogodba za privremenu trgovinu pravima vlasništva i slobodom govora za javne, a ne privatne koristi u obliku povećane umjetničke produkcije i znanja. On spominje da "ako bi autorsko pravo bilo prirodno pravo, ništa ne bi moglo opravdati ukidanje ovog prava nakon određenog vremenskog razdoblja". 
Profesor prava, pisac i politički aktivist Lawrence Lessig, zajedno s mnogim drugim aktivistima za copyleft i slobodni softver, kritizirao je impliciranu analogiju s fizičkim vlasništvom (poput zemlje ili automobila). Tvrde da takva analogija ne uspijeva jer je fizičko vlasništvo općenito suparničko, dok intelektualna djela nisu suparnička (to jest, ako netko napravi kopiju djela, uživanje u kopiji ne sprječava uživanje u izvorniku). Drugi argumenti u tom smislu tvrde da, za razliku od situacije s materijalnom imovinom, ne postoji prirodna oskudica određene ideje ili informacije: kada uopće postoji, može se ponovno koristiti i umnožavati na neodređeno vrijeme, a da takva ponovna uporaba ne umanji izvornik. Stephan Kinsella usprotivio se intelektualnom vlasništvu s obrazloženjem da riječ "vlasništvo" podrazumijeva oskudicu, što možda nije primjenjivo na ideje.
Poduzetnik i političar Rickard Falkvinge i haker Alexandre Oliva neovisno su usporedili izmišljeni dijalekt Georgea Orwella Newspeak s terminologijom koju koriste pobornici intelektualnog vlasništva kao lingvističko oružje za oblikovanje javnog mnijenja u vezi s raspravom o autorskim pravima i DRM-u.

### Alternativni termini
U jurisdikcijama građanskog prava, intelektualno vlasništvo se često naziva intelektualnim pravima, što je tradicionalno nešto širi koncept koji uključuje moralna prava i druge osobne zaštite koje se ne mogu kupiti ili prodati. Upotreba izraza intelektualna prava je opala od ranih 1980-ih, kako se upotreba izraza intelektualno vlasništvo povećala.
Alternativni pojmovi monopol na informacije i intelektualni monopol pojavili su se među onima koji se protive pretpostavkama o "vlasništvu" ili "intelektu" ili "pravima", posebice Richardu Stallmanu. Pozadinske oznake intelektualni protekcionizam i intelektualno siromaštvo, čiji su inicijali također IP, također su pronašle pristaše, posebno među onima koji su koristili pozadinu upravljanje digitalnim ograničenjima.
Argument da bi se pravo intelektualnog vlasništva (u interesu boljeg balansiranja relevantnih privatnih i javnih interesa) trebalo nazvati povlasticom intelektualnog monopola (IMP) iznijelo je nekoliko akademika, uključujući Birgitte Andersen i Thomasa Alureda Fauncea.

### Primjedbe na preširoke zakone o intelektualnom vlasništvu
Neki kritičari intelektualnog vlasništva, poput onih u pokretu za slobodnu kulturu, ukazuju na intelektualne monopole kao one koji štete zdravlju (u slučaju farmaceutskih patenata), sprječavaju napredak i pogoduju koncentriranim interesima na štetu masa, i tvrde da sve veći monopoli u obliku proširenja autorskih prava, softverskih patenata i patenata poslovnih metoda štete javnom interesu. Nedavno su znanstvenici i inženjeri izrazili zabrinutost da šikare patenata potkopavaju tehnološki razvoj čak iu područjima visoke tehnologije poput nanotehnologije.
Petra Moser ustvrdila je da povijesna analiza sugerira da zakoni o intelektualnom vlasništvu mogu štetiti inovacijama:
Općenito, težina postojećih povijesnih dokaza sugerira da patentne politike, koje daju jaka prava intelektualnog vlasništva ranim generacijama izumitelja, mogu obeshrabriti inovacije. Naprotiv, politike koje potiču širenje ideja i modificiraju zakone o patentima kako bi se olakšao ulazak i potaknula konkurencija mogu biti učinkovit mehanizam za poticanje inovacija.
U prilog tom argumentu, Jörg Baten, Nicola Bianchi i Petra Moser pronalaze povijesne dokaze da je osobito prisilno licenciranje – koje omogućuje vladama licenciranje patenata bez pristanka vlasnika patenata – poticalo izumiteljstvo u Njemačkoj početkom 20. stoljeća povećavajući prijetnja konkurencije u područjima s niskim razinama konkurencije.
Peter Drahos primjećuje: "Prava vlasništva daju vlast nad resursima. Kada je vlast dodijeljena nekolicini nad resursima o kojima mnogi ovise, nekolicina dobiva moć nad ciljevima većine. To ima posljedice i za političku i za ekonomsku slobodu unutar društva ."
Svjetska organizacija za intelektualno vlasništvo (WIPO) priznaje da mogu postojati sukobi između poštivanja i provedbe postojećih sustava intelektualnog vlasništva i drugih ljudskih prava. Godine 2001. UN-ov Odbor za ekonomska, socijalna i kulturna prava izdao je dokument pod nazivom "Ljudska prava i intelektualno vlasništvo" koji je tvrdio da intelektualno vlasništvo ima tendenciju da se upravlja ekonomskim ciljevima kada ga treba promatrati prvenstveno kao društveni proizvod; kako bi služili ljudskoj dobrobiti, sustavi intelektualnog vlasništva moraju poštovati i biti u skladu sa zakonima o ljudskim pravima. Prema Odboru, kada sustavi to ne uspiju, riskiraju kršenje ljudskih prava na hranu i zdravlje, sudjelovanje u kulturi i znanstvene dobrobiti. Godine 2004. Opća skupština WIPO-a usvojila je Ženevsku deklaraciju o budućnosti Svjetske organizacije za intelektualno vlasništvo u kojoj se tvrdi da bi se WIPO trebao "više usredotočiti na potrebe zemalja u razvoju i promatrati IP kao jedan od mnogih alata za razvoj—a ne kao cilj sam po sebi".
Etički problemi su najrelevantniji kada društveno vrijedna dobra poput lijekova koji spašavaju život dobiju zaštitu intelektualnog vlasništva. Dok primjena prava intelektualnog vlasništva može omogućiti tvrtkama da naplaćuju više od graničnog troška proizvodnje kako bi nadoknadili troškove istraživanja i razvoja, cijena može isključiti s tržišta svakoga tko si ne može priuštiti trošak proizvoda, u ovom slučaju lijek koji spašava život. "Režim koji se temelji na pravima intelektualnog vlasništva stoga nije režim koji vodi ulaganju u istraživanje i razvoj proizvoda koji su društveno vrijedni pretežno siromašnom stanovništvu".
Libertarijanci imaju različite poglede na intelektualno vlasništvo. Stephan Kinsella, anarhokapitalist na desnom krilu libertarijanizma, raspravlja protiv intelektualnog vlasništva jer dopuštanje prava vlasništva nad idejama i informacijama stvara umjetnu oskudicu i krši pravo na posjedovanje materijalne imovine. Kinsella koristi sljedeći scenarij kako bi argumentirao ovu tvrdnju:
Zamislite vrijeme kada su ljudi živjeli u pećinama. Jedan bistar tip—nazovimo ga Galt-Magnon—odlučuje izgraditi drvenu kućicu na otvorenom polju, blizu svojih usjeva. Naravno, ovo je dobra ideja, i drugi to primjećuju. Oni prirodno oponašaju Galt-Magnona i počinju graditi vlastite kolibe. Ali prvi čovjek koji bi izmislio kuću, prema zagovornicima IP-a, imao bi pravo spriječiti druge da grade kuće na vlastitoj zemlji, s vlastitim trupcima, ili bi im naplatio naknadu ako ipak grade kuće. Jasno je da inovator u ovim primjerima postaje djelomični vlasnik materijalne imovine (npr. zemlje i trupaca) drugih, ne zbog prvog zauzimanja i korištenja te imovine (jer je već u vlasništvu), već zbog svog dolaska s idejom. Jasno je da je ovo pravilo u suprotnosti s pravilom o posjedu prvog korisnika, proizvoljno i neutemeljeno nadjačavajući samo pravilo o posjedu koje je u temelju svih vlasničkih prava.
Thomas Jefferson jednom je rekao u pismu Isaacu McPhersonu 13. kolovoza 1813.:
Ako je priroda ijednu stvar učinila manje podložnom isključivom vlasništvu od svih ostalih, to je djelovanje misaone moći zvane ideja, koju pojedinac može isključivo posjedovati sve dok je drži za sebe; ali u trenutku kada je otkriveno, ono postaje u posjedu svih, a primatelj ga se ne može lišiti. Njegov je poseban karakter, također, da nitko ne posjeduje ono manje, jer svaki drugi posjeduje sve to. Onaj tko primi ideju od mene, sam prima uputu ne umanjujući moju; kao što onaj koji upali svoj sužaj u moju, prima svjetlo bez da me potamni.
Godine 2005. Kraljevsko umjetničko društvo pokrenulo je Adelphijevu povelju, čiji je cilj stvaranje međunarodne političke izjave koja bi odredila kako bi vlade trebale izraditi uravnotežen zakon o intelektualnom vlasništvu.
Još jedan aspekt trenutnog američkog zakonodavstva o intelektualnom vlasništvu je njegova usredotočenost na pojedinačne i zajedničke radove; stoga se zaštita autorskih prava može postići samo u 'izvornim' autorskim djelima. Kritičari poput Philipa Benneta tvrde da to ne pruža odgovarajuću zaštitu od kulturnog prisvajanja autohtonog znanja, za što je potreban kolektivni režim intelektualnog vlasništva.
Zakon o intelektualnom vlasništvu kritiziran je jer ne priznaje nove oblike umjetnosti kao što je kultura remiksiranja, čiji sudionici često čine ono što tehnički predstavlja kršenje takvih zakona, stvaralačka djela kao što su anime glazbeni spotovi i drugo, ili su na drugi način podložni nepotrebnim teretima i ograničenjima koji ih sprječavaju da se u potpunosti izraze.

### Primjedbe na proširenje prirode i opsega zakona o intelektualnom vlasništvu
Kako su se znanstvene spoznaje proširile i omogućile nastanak novih industrija u područjima kao što su biotehnologija i nanotehnologija, začetnici tehnologije tražili su zaštitu IP-a za nove tehnologije. Patenti su odobreni za žive organizme, a u Sjedinjenim Državama, određeni živi organizmi mogu se patentirati više od jednog stoljeća.
Povećanje u smislu zaštite posebno je vidljivo u odnosu na autorska prava, koja su nedavno bila predmet serijskih proširenja u Sjedinjenim Državama i Europi. Bez potrebe za registracijom ili obavijestima o autorskim pravima, smatra se da je ovo dovelo do porasta djela siročadi (djela zaštićenih autorskim pravima za koja se ne može kontaktirati vlasnika autorskih prava), problem koji su uočila i riješila vladina tijela širom svijeta.
Također u pogledu autorskih prava, američka filmska industrija pomogla je promijeniti društveni konstrukt intelektualnog vlasništva preko svoje trgovinske organizacije, Motion Picture Association of America (MPAA). U podnescima prijatelja u važnim slučajevima, u lobiranju pred Kongresom iu svojim izjavama za javnost, MPAA je zagovarala snažnu zaštitu prava intelektualnog vlasništva. U okviru svojih prezentacija, udruga je tvrdila da ljudi imaju pravo na imovinu koja je proizvedena njihovim radom. Osim toga, svijest Kongresa o položaju Sjedinjenih Država kao najvećeg svjetskog proizvođača filmova pogodovala je proširenju koncepcije intelektualnog vlasništva. Ove doktrinarne reforme dodatno su ojačale industriju, dajući MPAA još više moći i autoriteta.
Rast interneta, a posebno distribuiranih tražilica poput Kazaa i Gnutella, predstavljaju izazov za politiku autorskih prava. Američko udruženje diskografske industrije posebno je bilo na prvoj liniji borbe protiv kršenja autorskih prava, koje industrija naziva "piratstvom". Industrija je imala pobjede protiv nekih usluga, uključujući slučaj protiv tvrtke za razmjenu datoteka Napster koji je dobio veliki publicitet, a neki ljudi su procesuirani zbog dijeljenja datoteka kršeći autorska prava. Elektroničko doba bilježi povećanje pokušaja korištenja softverskih alata za upravljanje digitalnim pravima kako bi se ograničilo kopiranje i korištenje digitalno utemeljenih djela. Doneseni su zakoni kao što je Digital Millennium Copyright Act koji koriste kazneni zakon za sprječavanje bilo kakvog zaobilaženja softvera koji se koristi za provedbu sustava za upravljanje digitalnim pravima. Ekvivalentne odredbe za sprječavanje zaobilaženja zaštite autorskih prava postoje u EU već neko vrijeme, a proširuju se u, na primjer, člancima 6. i 7. Direktive o autorskim pravima. Ostali primjeri su članak 7. Direktive o softveru iz 1991. (91/250/EEC) i Direktive o uvjetnom pristupu iz 1998. (98/84/EEC). To može spriječiti legalne upotrebe, utjecati na djela u javnoj domeni, ograničenja i iznimke od autorskih prava ili upotrebe koje dopušta nositelj autorskih prava. Neke copyleft licence, poput GNU GPL 3, dizajnirane su da se tome suprotstave. Zakoni mogu dopustiti zaobilaženje pod određenim uvjetima, kao što je kada je potrebno postići interoperabilnost s programom zaobilaženja ili iz razloga pristupačnosti; međutim, distribucija alata ili uputa za zaobilaženje može biti nezakonita.
U kontekstu zaštitnih znakova, ovo širenje potaknuto je međunarodnim naporima da se uskladi definicija "zaštitnog znaka", kao što je prikazano u Sporazumu o trgovačkim aspektima prava intelektualnog vlasništva ratificiranog 1994., koji je formalizirao propise za prava intelektualnog vlasništva koja su bila obrađene prema običajnom pravu ili uopće ne u državama članicama. U skladu s TRIPS-om, svaki znak koji je "sposoban razlikovati" proizvode ili usluge jednog poduzeća od proizvoda ili usluga drugog poduzeća može predstavljati zaštitni znak.

## Upotreba u izbjegavanju poreza na dobit
Intelektualno vlasništvo postalo je ključni alat u planiranju poreza na dobit i izbjegavanju poreza. IP je ključna komponenta vodećih multinacionalnih alata za smanjenje porezne osnovice i prebacivanje dobiti (BEPS), za koje OECD procjenjuje da košta 100-240 milijardi dolara izgubljenih godišnjih poreznih prihoda.
U razdoblju 2017. – 2018. i SAD i Komisija EU-a su istodobno odlučile odstupiti od vremenskog rasporeda projekta OECD-a BEPS, koji je uspostavljen 2013. za borbu protiv poreznih alata protiv IP BEPS-a kao što je gore navedeno, i pokrenuti vlastitu anti-IP BEPS projekt. porezni režimi:
Američki zakon o smanjenju poreza i zapošljavanju iz 2017., koji ima nekoliko poreznih režima protiv zlouporabe BEPS-a, uključujući porez GILTI i porezni režim BEAT.
Porez na digitalne usluge Europske komisije iz 2018., koji je manje napredan od američkog TCJA, ali nastoji nadjačati IP BEPS alate putem kvazi-PDV-a.
Odlazak Komisije SAD-a i EU-a iz procesa projekta OECD-a BEPS pripisuje se frustracijama zbog porasta intelektualnog vlasništva kao ključnog poreznog alata za BEPS, stvarajući nematerijalnu imovinu, koja se zatim pretvara u sheme plaćanja tantijema BEPS (dvostruki irski), i /ili sheme kapitalnog odbitka BEPS (kapitalni odbici za nematerijalnu imovinu). Nasuprot tome, OECD je godinama razvijao i zagovarao intelektualno vlasništvo kao pravni i računovodstveni koncept prema GAAP-u.

## Rodni jaz u intelektualnom vlasništvu
Žene su kroz povijest bile nedovoljno zastupljene u stvaranju i vlasništvu nad intelektualnim vlasništvom obuhvaćenim pravima intelektualnog vlasništva. Prema podacima Svjetske organizacije za intelektualno vlasništvo, čak 2020. godine žene su činile samo 16,5% nositelja patenata. Ova razlika rezultat je nekoliko čimbenika uključujući sustavnu pristranost, seksizam i diskriminaciju unutar prostora intelektualnog vlasništva, podzastupljenost unutar STEM-a i prepreke pristupu potrebnim financijama i znanju za dobivanje prava intelektualnog vlasništva, između ostalih razloga.